# Anna Bryłka

Anna Bryłka (2024)

Anna Bryłka (* 1. September 1990 in Koło) ist eine polnische Politikerin, Historikern und Juristin.
Sie kandiedierte 2019 und 2023 erfolglos für die Konfederacja Wolność i Niepodległość (Konföderation der Freiheit und Unabhängigkeit) bei den Sejm-Wahlen. Sie ist Mitglied von Ruch Narodowy. Sie war nacheinander Pressesprecherin, Parteisekretärin und stellvertretende Vorsitzende des RN und verfasste dessen EU- und Landwirtschaftsprogramm. Sie ist in verschiedenen katholisch-nationalen Vorfeldorganisationen tätig. Bei der Europawahl 2024 wurde sie ins Europaparlament gewählt. Dort blieb sie zunächst fraktionslos, schloss sich aber am 1. Oktober 2024 den Patrioten für Europa an. Sie ist in der 10. Legislaturperiode (2024–2029) Mitglied im Ausschuss für internationalen Handel sowie stellvertretendes Mitglied im Ausschuss für Landwirtschaft und ländliche Entwicklung.